# Bérénice Pancrisia
Pour les articles homonymes, voir Bérénice.
Bérénice Pancrisia, en grec Berenike Panchrysos, est une ancienne colonie urbaine, située dans le désert nord-est du Soudan, juste en dessous du vingt-deuxième parallèle, à proximité des mines d'or du ouadi Allaqi dans la Nubie des pharaons.
Elle a été découverte le 12 février 1989 par une expédition italienne, composée des frères Castiglioni, Luigi Balbo, Giancarlo Negro et Manlio Sozzani, en se fondant sur une carte arabe du IXe siècle qui indiquait la mine.
La découverte a été jugée si importante qu'elle a donné naissance à une nouvelle branche de l'archéologie : la nubiologie.

## Histoire

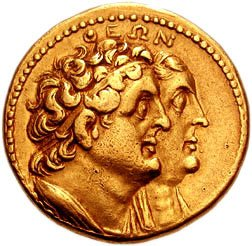
Ptolémée Ier et Bérénice Ire

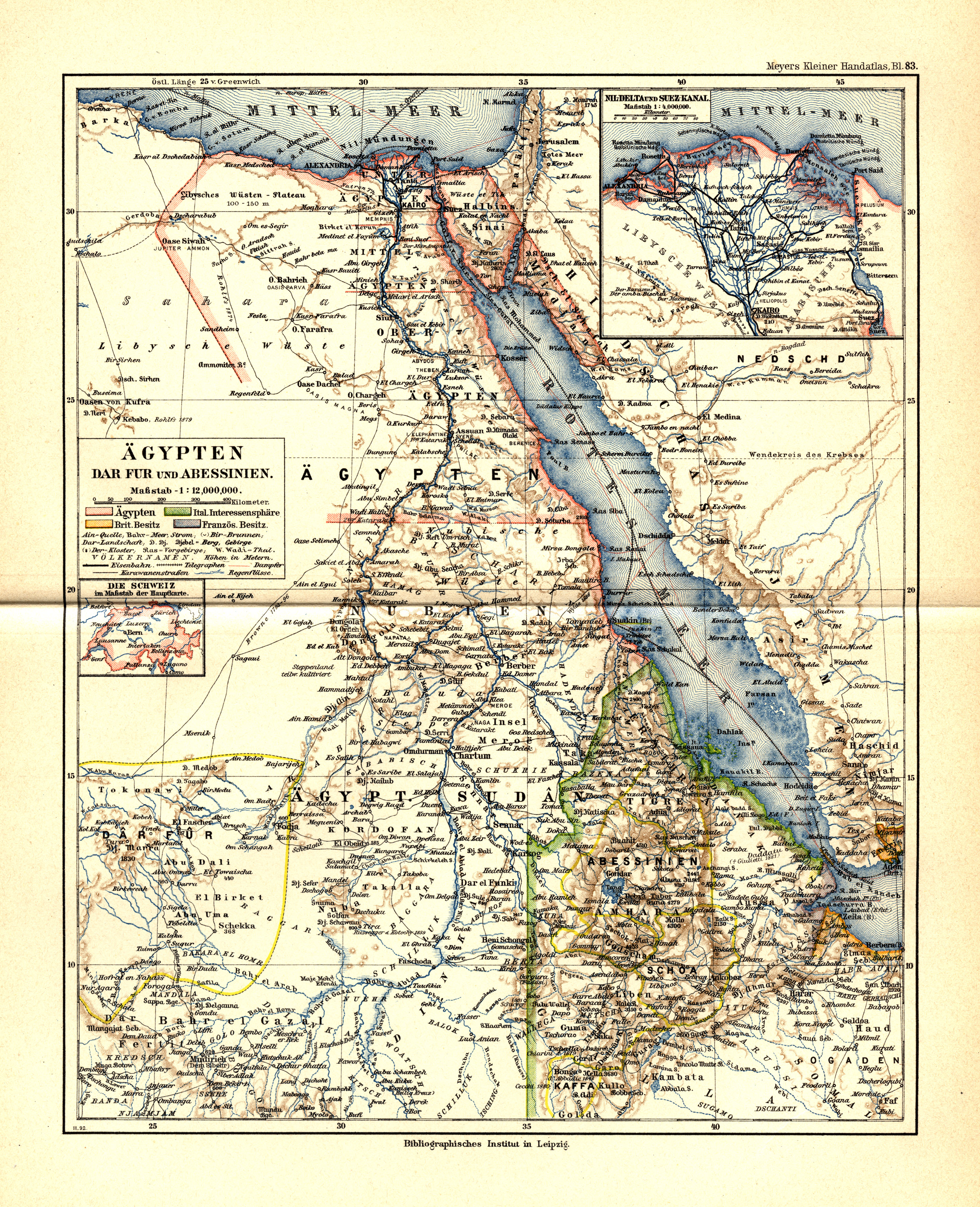
Nubie : en particulier le Wadi Allaqi

Bérénice Pancrisia signifie « toute d'or » (du Grec panchrysos) et serait dû à Ptolémée II Philadelphe qui, en -271, aurait rebaptisé le village en l'honneur de sa mère Bérénice Ire, épouse de Ptolémée Ier Soter, après l'avoir entièrement rénové et agrandi, avec un port. Mais une seconde hypothèse suggère que ce nom est relatif au dieu Pan, nom grec de Min, dieu égyptien du désert.
Donc, en résumé, le sens de Bérénice Pancrisia est soit « Bérénice cité d'or », soit « Bérénice du dieu Pan ».
En réalité, le site nubien remonte à très longtemps avant la dynastie lagide et était connu comme la cité de Beja. Au cours du Moyen Empire, elle portait presque certainement le nom égyptien de Tjeb, et c'est sous le Nouvel Empire que la production industrielle a commencé, en recueillant les métaux (dont l'or alluvionnaire) dans les ruisseaux de montagne de la région.

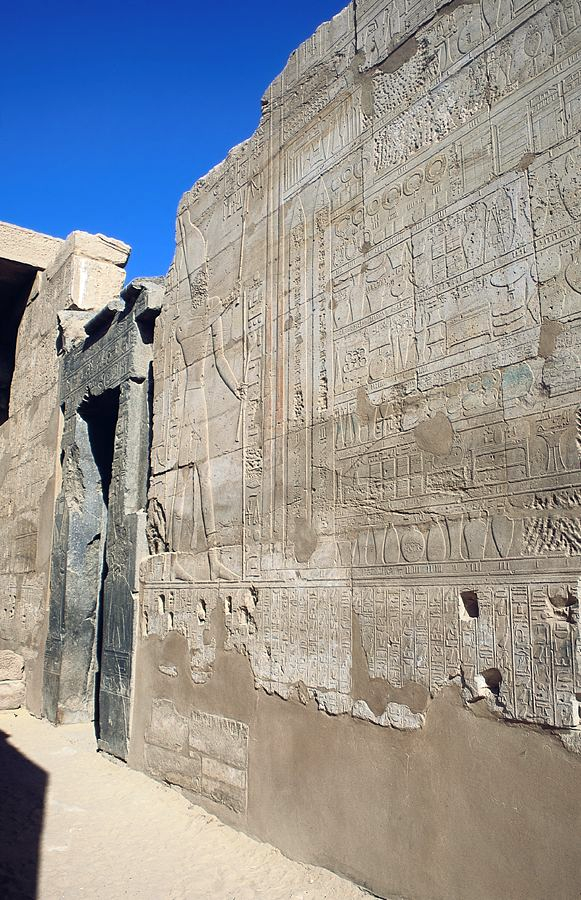
Les Annales de Thoutmôsis III.

Bérénice Pancrisia est ainsi mentionné par :
- Thoutmôsis III, qui dans le temple de Louxor, a fait inscrire sur le sixième pilier une description longue et détaillée des taxes en or provenant de la région de Ouaouat. Les hiéroglyphes nous indiquent ainsi qu'en seulement quatre ans, 11 000 deben d'or pur ont été importés de cette région, ce qui représente presque une tonne ;
- Séthi Ier, sur une carte du désert de Ouaouat où il fait construire, à grand renfort d'hommes et de moyens, des puits d'eau ;
- Ramsès II, qui fait graver le chemin menant aux mines d'or sur une stèle de granite à Kubban. Cette stèle a été nécessaire parce que beaucoup d'hommes qui se rendaient sur le site pour exploiter l'or se perdaient dans le désert sur le chemin du retour et mouraient de soif, avec un précieux chargement qui ne finissait pas dans les coffres du pharaon. Ramsès II a également restauré le puits d'eau creusé par Séthi Ier, qui dans l'intervalle avait été asséché par la baisse de niveau des eaux souterraines, conséquence de la désertification déjà en cours. Ce puits, indiqué sur la stèle de Kubban, a très probablement été retrouvé par une expédition russe à cinquante-cinq kilomètres de l'embouchure de l'oued Allaqi ;
- Pline l'Ancien, qui mentionne dans le livre VI de son Naturalis Historia : "... Berenicen alteram, quae Panchrysos cognominata est..." ;
- Diodore de Sicile, qui, vers l'an -30, décrit les zones de quartz aurifère de la Nubie ptolémaïque dans le livre III de sa Bibliothèque historique. Il nous indique que dans le sud de l'Égypte, entre l'Arabie saoudite et l'Éthiopie, se trouve un lieu regorgeant de minéraux et de mines d'or, où d'énormes efforts ont été déployés pour extraire l'or.

De nombreux explorateurs arabes connaissaient aussi Bérénice Pancrisia, mais, au début du IXe siècle, son nom a changé pour devenir Allaqi (ou Allak ou Alac), et la mine d'or est devenue Ma'din ad-Dahab (Mines d'or en arabe).
Le lieu est resté connu jusqu'au XIIe siècle quand il a commencé à décliner, l'extraction d'or dans le désert étant devenue trop coûteuse, principalement en raison du manque d'eau.
Puis, vers 1600, son emplacement précis se perd et ne figure plus sur les cartes ni dans la toponymie locale. Il a été recherché à diverses époques, entre l'Ouadi Hammamat et l'Ouadi Allaqi où les cartes le mentionnent sous le nom arabe Derahejb (ou Alachi), avant de faire sa réapparition dans l'Histoire en 1989.
L'or est la chair des dieux et la lumière de Rê, c'est le métal noble le plus convoité. Le pharaon en était l'unique propriétaire. Sarcophages, statues, bijoux, pyramidions d'obélisques, revêtements : tout brille en Égypte, à la lumière dorée du symbole de l'éternité.
Le sarcophage de Toutânkhamon, qui pèse plus de 100 kg, est en or massif, le mobilier est plaqué d'or. Près de quatre-vingts pour cent de ce métal provient de la région minière de Bérénice Pancrisia.  Les pharaons envoyaient leurs prospecteurs spécialisés découvrir de nouvelles mines, et l'on retrouve leur marque personnelle sur les roches de quartz qu'ils ont découvertes. Parmi les nombreux noms il y a aussi ceux de simples voyageurs et de fonctionnaires du gouvernement, comme à Heqanéfer.

## Description des lieux
On sait peu de choses des mineurs et des personnes qui ont vécu là, car les traces d'activité humaine y sont rares : les pierres brutes ne racontent que le dur labeur quotidien des mineurs, dont le seul espoir était « de mourir le plus tôt possible », comme l'écrit Diodore.
Mais toute la région environnante est riche en vestiges : meules, pilons, plans de lavage des poussières aurifères avec d'ingénieux systèmes pour acheminer l'eau si précieuse, ainsi que d'autres outils.
Peut-être les femmes et les enfants vivaient-ils ailleurs, comme cela se passait souvent dans les sites miniers, mais rien ne le prouve.
Autour de la ville se trouvent des bâtiments, des tombes imposantes, et en particulier une vaste nécropole surplombée par une centaine de mines d'extraction de l'or, qui, avec leurs puits de ventilation, rendent la surface de cette région encore plus étrange.

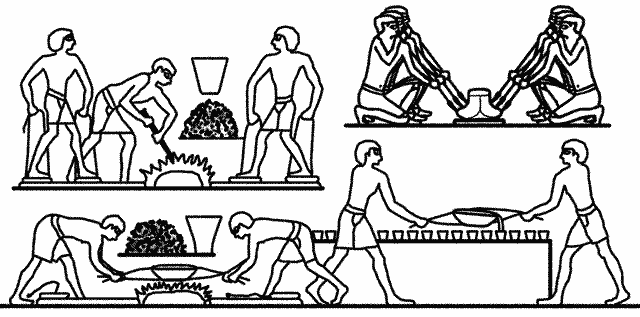
Orfèvres égyptiens

À l'intérieur des mines, les hommes creusent à l'aide d'outils de pierre dans la pénombre des lampes à huile, pour trouver les petites inclusions de quartz, dans des tunnels si étroits que seuls des pygmées ou des enfants semblent pouvoir y ramper. Le quartz est ensuite concassé avec des masses en pierre, broyé dans un moulin et enfin lavé pour obtenir les précieuses paillettes d'or. Une tonne de matière première produit ainsi quatre ou cinq grammes d'or seulement.
La collecte de quartzite s'effectue d'abord dans les dépôts alluvionnaires provenant des fouilles dans cette région, puis à la tranchée initiale succèdent un tunnel et des puits. Les veines de quartz peuvent ainsi être suivies jusqu'à une profondeur de cinquante mètres.
On retrouve à la surface une ancienne rivière à sec, l'oued Allaqi, au milieu d'un désert brûlant, entre des collines basses et de hautes montagnes de granit. À une époque reculée, cette rivière était le plus grand affluent du Nil et sa longueur dépassait les quatre cents kilomètres, mais avec les changements climatiques qui ont affecté le Sahara, elle s'est asséchée, laissant affleurer de l'or et des pierres précieuses telles que les émeraudes.
Cette partie de l'oued Allaqi se trouve à environ six cents mètres d'altitude : autour, pas d'oasis, pas d'eau de surface, mais le lit de la rivière à sec est encore parsemé d'imposants acacias, et c'est là, au milieu de l'oued, que trônent deux bastions anachroniques, d'une hauteur d'au moins six mètres, d'allure impressionnante avec leur maçonnerie en schistes métamorphiques.

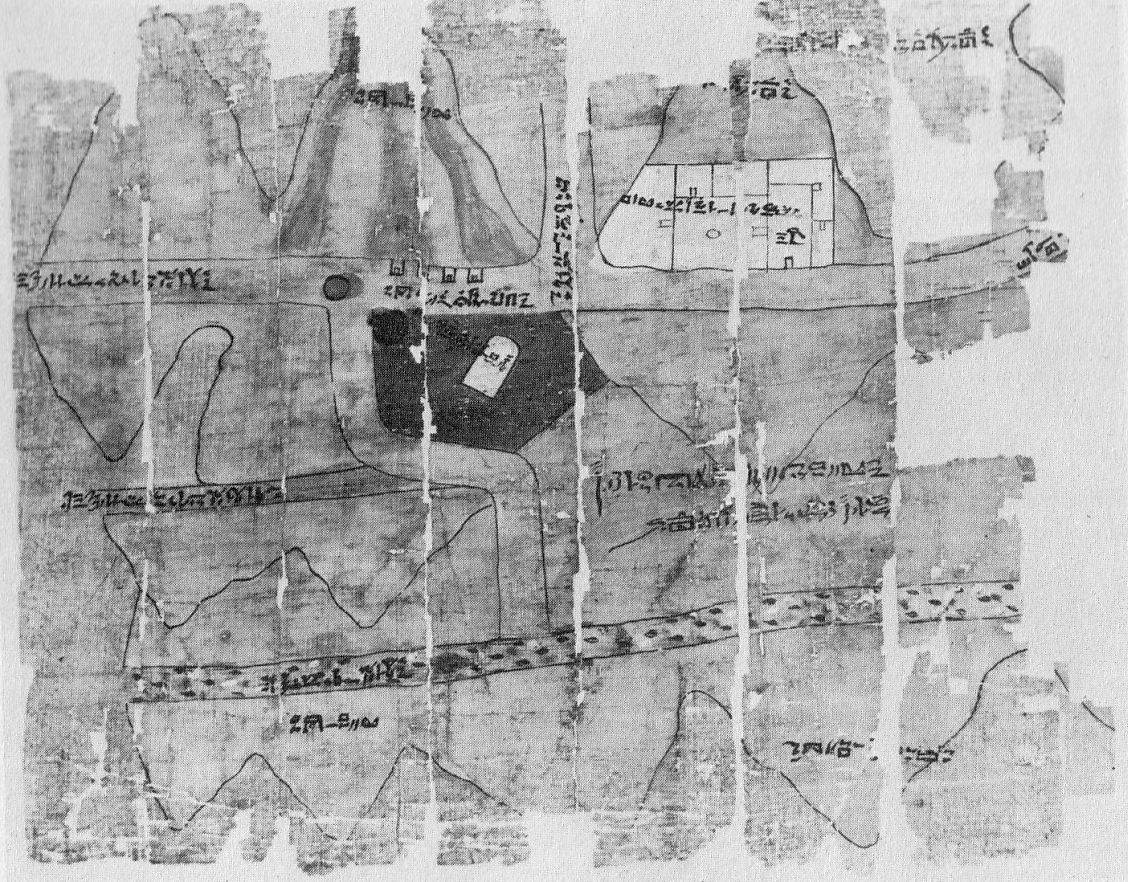
Le papyrus de Turin - Mineurs

Le premier bastion mesure environ trente mètres de large. Il possède une tour et plusieurs arches de pierre, tout cela lié avec du mortier. Les murs, épais de presque un mètre, présentent un aplomb parfaitement vertical. Le deuxième bastion est de taille similaire et dispose d'une grande cour avec un puits et plusieurs chambres qui s'ouvrent sur sa périphérie. Un escalier mène aux tranchées. Ces bâtiments devaient servir de dépôt pour l'or extrait. Entre ces deux bastions, les restes de bâtiments anciens à moitié ensablés qui n'ont plus de l'or que la couleur.
La région la plus riche en métal se trouvait sur le côté ouest de la rivière, dans les collines voisines repérables à leur coloration rougeâtre, comme l'indique la carte du papyrus de Turin.
De l'autre côté de l'oued Allaqi, sur la rive droite et en position surélevée, se trouve une vraie ville, qui, avec ses 60 000 mètres carrés et ses deux kilomètres de long, pouvait accueillir plus de 10 000 personnes, ce qui en fait une grande ville pour cette époque, bien qu'elle soit située en plein milieu du désert.
La ville est traversée par une route d'environ 500 mètres de long et près de cinq de large, droite et pavée. Des rues parallèles y débouchent de façon régulière. Le long de cette route, les maisons construites rappellent un camp militaire par leur disposition. Construites en pierres sèches bien assemblées, ces maisons présentent un plan simple, avec un étage.
Au centre de la ville se trouvent les ruines d'un bâtiment doté de grandes fenêtres cintrées, très probablement employé comme un lieu de culte. En effet, il y subsiste encore des traces d'une utilisation similaire à celle d'une mosquée, même si son aspect rappelle fortement celui d'une basilique romane ; à l'extrémité nord de la ville, un bâtiment entouré d'un muret laisse suggérer un marché.
En somme, une ville aride comme le désert qui l'entoure, spartiate et géométrique, de style gréco-romain, avec quelques variations arabes.
La terre de Kemet, avec son fleuve nourricier, paraît loin, très loin dans le temps et l'espace.